# 牛橋
牛橋（英語：Oxbridge），或稱牛劍，是英国两所大学牛津大学和剑桥大学的合称，两所大学之间因有着许多的共同点而常常被人以“牛橋”合称，但同时两校之间又有历史悠久的竞争关系和许多不同之处。

## 源起

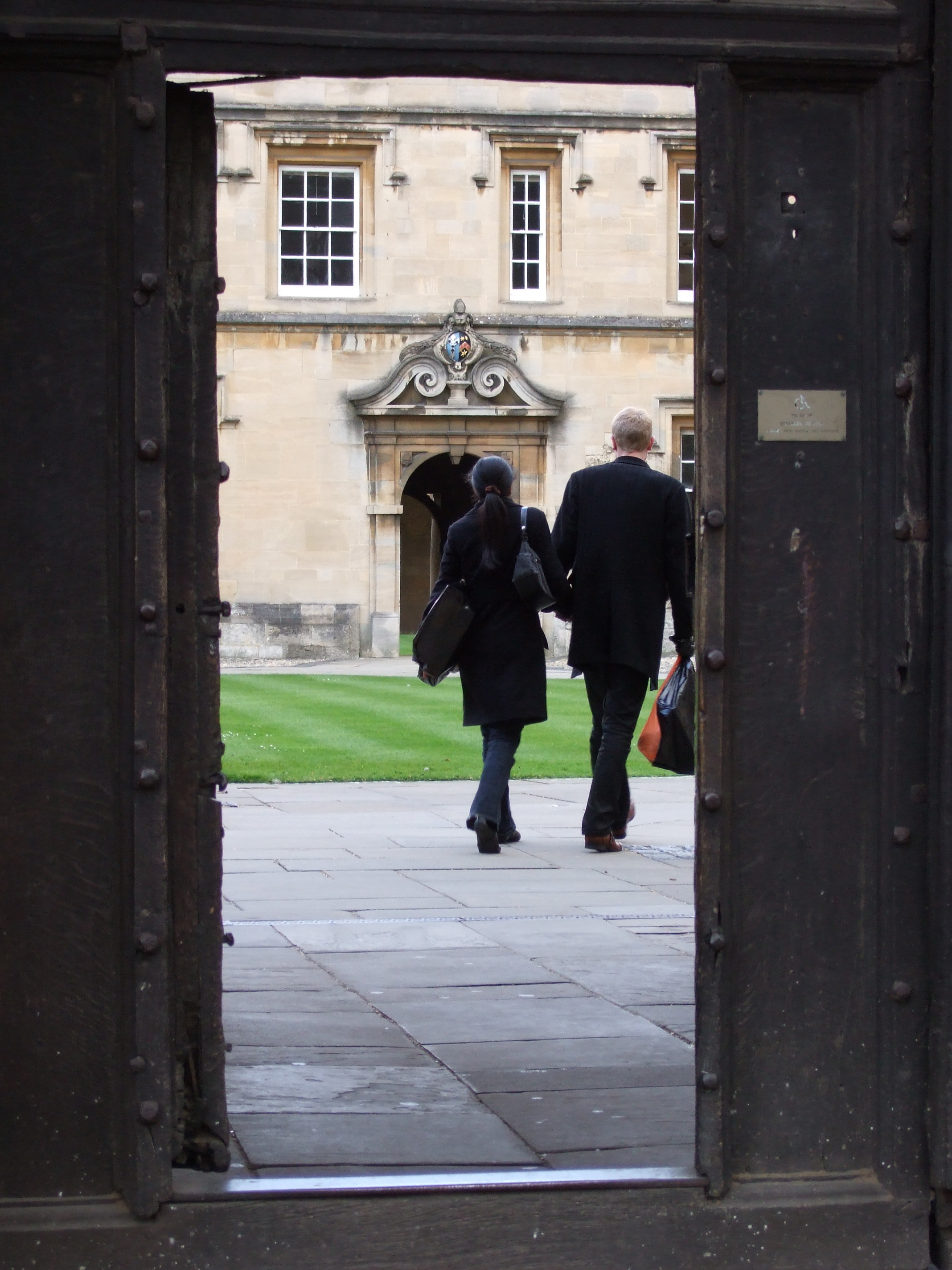
望入牛橋的一所學院

两校的历史可分别追溯到11和13世纪，但是“牛橋”一词则最早起源于英国作家威廉·萨克雷（William Thackeray）于1849年完成的小说《潘登尼斯》（Pendennis），小说中提及一所虛構的學院——牛橋大学博尼學院（Boniface College, Oxbridge）。這亦是牛津字典首次收錄該詞。英国女作家弗吉尼亚·伍尔夫同樣在她1929年的文章《A Room of One's Own》提及該詞。直至該詞被1957年的泰晤士報教育副刊（Times Educational Supplement）及1958年的Universities Quarterly使用才廣泛流傳。
「牛橋」一词，是牛津大学和剑桥大学的合称，因牛津大学歷史較長，牛津大学的名稱是位於剑桥大学之前的，然而歷史上亦出現另一個合成詞「劍津」（Camford），該詞以剑桥大学的名稱優先。這種先後次序很有玩味。其中一個著名的例子是日本的劍津倶樂部，該會由日本劍橋倶樂部及日本牛津倶樂部合併而成，其中劍橋倶樂部的成立年份更早，而且在這兩所倶樂部在1905年合併成日本劍津倶樂部(Japan's Cambridge and Oxford Society)之時，劍橋倶樂部的會員亦較多。因此名稱上會以劍橋優先。

## 用意
牛津和剑桥两校有相當多的共同之處，因此牛橋一詞是作為两校的一個統稱，其中：
- 两校都起源于中世纪[6][7]，都曾经是经院哲学的堡垒，在20世纪之前两校几乎就是英国高等教育的代名词，英国及其殖民地几乎所有精英，重要科學家都出自牛桥。[8][9]
- 牛津和剑桥都成立了相同的機構和設施，例如出版社，牛津大学出版社和剑桥大学出版社，以及植物園，牛津大學植物園和剑桥大学植物園，牛津大學有阿什莫林博物館，剑桥大学有菲茨威廉博物馆，牛津大學有博德利图书馆，剑桥有剑桥大学图书馆，此外，牛津和剑桥都設立了自己的辯論學會，牛津聯會及剑桥聯會，還有，兩校各自有著名的喜劇團（The Oxford Revue 及 Footlights）。
- 两校在世界和國内的大学排名中都極爲靠前[10][11][12]，因此，两校都是進取學生的投考目標，两校的學士錄取率對比英國其他大學都要低，另外牛津和剑桥两校授與的專職博士研究學位是全英國大學的1.67%。普遍的印象是，牛津大学偏重文科，而剑桥大学则偏重理科，这种说法虽然过于武断，却也不完全错误。牛津大学培养了更多的英国首相，自丘吉尔以来只有两位英国首相不是牛津毕业生，而这两位首相都未接受过高等教育；而剑桥大学却培养出更多的诺贝尔奖得主和著名科学家，牛顿、达尔文都来自剑桥。一种很有趣的说法是：「牛津人认为他们统治世界，而剑桥人则不在乎谁统治世界。」
- 牛津和剑桥两校都是由20至30多所学院组成，学生入学时选择自己的学院，这里是他们日常生活、住宿的地方；但是上课时则是按学系分班，共同授课的。学院之间常常有各种比赛，包括体育比赛和辩论赛等。
- 两校在很长的一段时间内一直只招收男生，但是今天所有的学院都已经允许招收女生。
- 牛津大学和剑桥大学都座落在英格兰的小镇上，而且都座落在河畔：牛津拥有泰晤士河的一部分，剑桥则拥有剑河（又译康河，River Cam）。不过自工业革命之后，牛津因其便利的交通和优越的地理位置，成为英国工业重镇，而剑桥镇却依然维持着小镇风貌，所以牛津更加繁忙，而剑桥则拥有更传统的英国田园风光。近年来剑桥也成为英国高科技和航天技术的重镇，而牛津依然是工业中心之一，汽车曾是这座城市的重要产品。
- 两校都有各自的國王学院及王后学院，然而牛津的國王学院（King's College）在1526年己易名為奧里爾學院（Oriel College），而且王后学院在牛津是Queen's College，剑桥却是Queens' College，因为剑桥的王后学院的开院仪式有两位王后参加，而牛津则只有一位。博士学位在牛津被叫作“D.Phil”，剑桥则是“Ph.D”。牛津将百科全书写作“Encyclopaedia”，剑桥则少了一个字母a。学生的活动室在牛津是“Common Room”，到了剑桥就成了“Combination Room”；牛津的辅导老师和辅导课分别是“Tutor”和“Tutorial”，剑桥则是“Supervisor”和“Supervision”。学生宿舍的厨房牛津人就直接叫“Kitchen”，剑桥却用晦涩的“Gyp room”来表达。两所学校的学院名字也有一些不同，像莫德林学院，牛津的拼法是“Magdalen”，剑桥则在最后多加一个e[來源請求]

牛津和剑桥之间有悠长的竞争关系。兩校的竞争关系於1209年己出現，當剑桥由逃難而至的牛津學者所建立之時，為了纪念該日，舉辦了牛津剑桥赛艇对抗赛(The Oxford and Cambridge Boat Race)。這算是牛津剑桥的竞争关系的一種形式化表現。和剑桥人相比，牛津人更為傲慢。牛津人常常提起这样的一个比喻：剑桥源自于牛津，就像《圣经》故事里夏娃长自亚当的一根肋骨一样，不过他们显然故意遗忘了牛津大学也很可能是源自巴黎大学的史实。牛津毕业的英国剧作家王尔德在得知他的恋人道格拉斯勋爵进入剑桥时写信告诉他：「剑桥是我所知道的最好的牛津预备学校」。牛津的颜色是深蓝，剑桥则是浅蓝，由于牛津的历史比剑桥长，所以牛津人一直嘲笑剑桥是跟屁虫，剑桥人则称牛津为「黑暗世界」，因其校园的氣氛比较暗。這類嘲笑到後來又被引入到哈佛和耶魯之間，不過哈佛學生對耶魯學生的嘲讽更像是一种報復，因为早期耶魯大学的學生多是來自菲利普斯學院，而哈佛大学的學生則是菲利普斯學院的對手菲利普斯埃克塞特学院的畢業生。但事实上，這種嘲笑更多是出自於那些牛津剑桥兩所大學都進不了的外人口中。
牛津的歷史比劍橋長，剑桥大学是英国以至于欧洲最富有的大学。在2011年年底已经有四十三亿英镑的资金，当中的十六亿来自于大学本部，而剩余的则为各个书院的财款。相比之下，牛津大学同年度的资金为三十三亿英镑。大学本部每年的开支经费超过十亿。自2016年起，牛津大學連續三年於THE世界大學排名中排名世界第一。
牛津大学更注重思想，而剑桥大学更注重求知，牛津大学会问：「你怎么想」（What do you think﹖），剑桥大学則会问：「你知道什么」（What do you know？）。在政治和宗教的问题上，牛津比剑桥显得更为保守。在英国内战中，剑桥是议会军队的根据地，牛津的基督教會學院則曾是查理一世的臨時首都。牛津有很浓厚的天主教和英国圣公会背景，著名的天主教改革运动牛津运动就发源于此，在19世纪中叶以前每位入学的牛津人都必须宣誓效忠英国圣公会，异教徒们可以就读，但却拿不到学位；而剑桥在宗教上更为开放，并不排斥犹太人或无神论者，也比牛津更早接收女生，而毕业的剑桥宗教领袖们总是倡导新教改革的激进派。
Stoxbridge（圣安牛剑）, 指的是英国排名前三的大学——卫报和星期日泰晤士报大学排行榜前三名——圣安德鲁斯大学、牛津大学和剑桥大学。 随着这些大学与英国其他大学之间的差距越来越大，英国《卫报》将这三所学校称为“Stoxbridge”，是指前三名精英大学的简写。2019年起，圣安德鲁斯大学在星期日泰晤士报大学排名中位列亚军，而2021年圣安德鲁斯大学更是高居该报排行榜第一名，双双击败牛津与剑桥，成为苏格兰乃至英国最好的大学，打破了被牛津与剑桥垄断了三十多年之久的前两名席位。2022年，卫报大学排名亦开始将圣安德鲁斯大学排在榜首。
另外牛橋一詞可以影射英國社會中，長期壟斷政治文化，統治階層的精英群體，以及意指20世紀初，壟斷兩校入學學位的専業階層。